# Himmer Rezső
Himmer Rezső (Budapest, 1900. május 14. – Máramarossziget, 1947. szeptember 28.) válogatott magyar labdarúgó, csatár, balszélső.

## Pályafutása

### Klubcsapatban
17 évesen már Gyulán játszott. 1919 és 1929 között a Vasas színeiben játszott az élvonalban, ahol 174 mérkőzésen 37 gólt szerzett. Technikás, gyors szélső játékos volt, az átlagtól gyenge fizikuma hátrányt jelentett a számára.

### A válogatottban
1922-ben két alkalommal szerepelt a magyar válogatottban.

### Edzőként
Hazatérve edzőként dolgozott Gyulán. Az 1938–39-es szezonban a GYTE edzője volt, majd az 1939–40-es bajnokságban - Christián Lászlót váltva - a GYAC-ot irányította. Az 1942–43-as szezonban is ő volt a GYAC edzője. 

## Sikerei, díjai
- Magyar bajnokság
  - 3.: 1924–25, 1925–26

## Statisztika

### Mérkőzései a válogatottban
| Magyarország | Magyarország     | Magyarország             | Magyarország | Magyarország | Magyarország | Magyarország | Magyarország | Magyarország |
| #            | Dátum            | Helyszín                 | Hazai        | Eredmény     | Vendég       | Kiírás       | Gólok        | Esemény      |
| ------------ | ---------------- | ------------------------ | ------------ | ------------ | ------------ | ------------ | ------------ | ------------ |
| 1.           | 1922. július 2.  | Bochum, Bochumer Stadion | Németország  | 0 – 0        | Magyarország | barátságos   | -            |              |
| 2.           | 1922. július 13. | Helsinki                 | Finnország   | 1 – 5        | Magyarország | barátságos   | -            |              |
|              | Összesen         |                          |              | 2            | mérkőzés     |              | 0            | gól          |